# Gabriel Nicolas de la Reynie

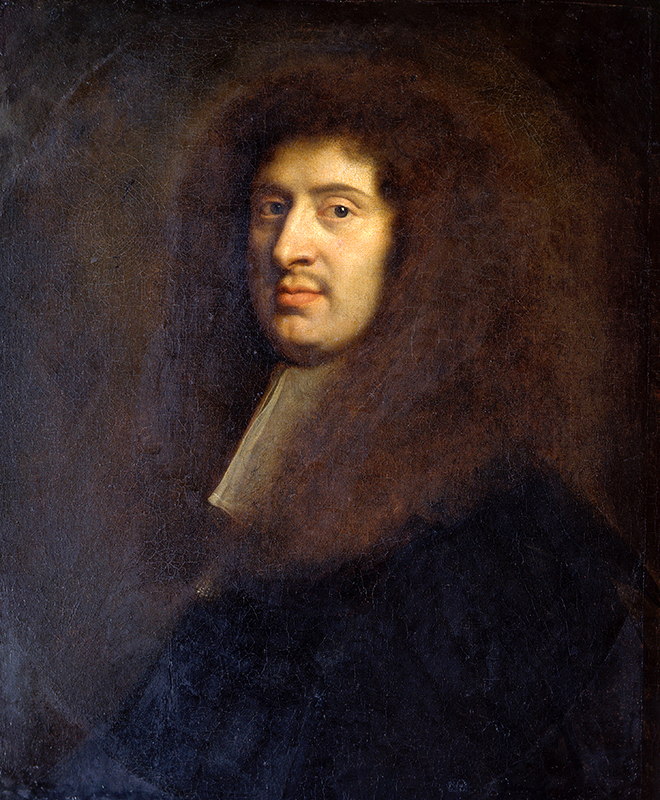
Gabriel-Nicolas de la Reynie

Gabriel Nicolas de la Reynie (* 1625 in Limoges; † 14. Juni 1709 in Paris) war der erste Generalleutnant der französischen Polizei. Er wurde vor allem durch seine Untersuchungen im Zusammenhang mit der Giftaffäre bekannt.

## Leben

### Frühe Jahre in der Provinz
Gabriel Nicolas war der jüngste Sohn aus einer armen Familie in Limoges. Durch eine reiche Heirat im Jahre 1645 erhielt er ein kleines Grundstück namens La Reynie, das ihm ein jährliches Einkommen von 200 Pfund einbrachte. Er wurde Beamter in Angoulême, daraufhin Gerichtspräsident in Bordeaux. Er entzog sich einer Beteiligung an den Auseinandersetzungen während der Fronde, wurde Verwalter des Gouverneurs von Guyenne und Herzogs von Épernon, Jean Louis de Nogaret de La Valette, der ihn bei Hofe einführte. In dieser Funktion kaufte er 1661 für 320.000 Pfund das Amt des Maître des requêtes im Staatsrat (Conseil d'État).

### In Paris
Auf Empfehlung von Finanzminister Jean-Baptiste Colbert, der König Ludwig XIV. eine Bittschrift überbracht hatte, übernahm La Reynie 1667 das neu geschaffene Amt des Generalleutnants der Polizei in Paris, und versah es während 30 Jahren. Unter seiner Führung wurden die vier bestehenden Polizeibehörden in Paris zusammengefasst. Er ließ die Sauberkeit der französischen Hauptstadt verbessern, wobei die Elendsviertel, die sogenannten Cours des miracles, niedergerissen wurden, und war mit der Ausführung der Lettres de cachet besorgt. La Reynie amtierte auch als Richter bzw. Staatsanwalt (procureur) in außerordentlichen Prozessen, unter anderem in der mehrjährigen Giftaffäre, bei der die Chambre ardente als Kommission eingesetzt wurde und etwa 400 Verdächtige verhört wurden. In einem Bericht über eine Unterredung am 27. Dezember 1679 beim König zu diesem Thema schreibt er:

„Seine Majestät hat uns das Recht und unsere Pflicht in so kraftvollen und genauen Ausdrücken ans Herz gelegt und uns gegenüber betont, dass er für das öffentliche Wohl von uns wünscht, so weit als uns möglich in den unglückseligen Gifthandel vorzudringen, um ihn mit der Wurzel auszurotten, sofern möglich. Er hat uns empfohlen, strenges Recht walten zu lassen, ohne Unterschied der Person, des Standes oder Geschlechts, und Seine Majestät hat uns dies in so klaren und lebendigen Worten gesagt, und gleichzeitig mit so viel Güte, dass es unmöglich ist, an seinen diesbezüglichen Absichten zu zweifeln und nicht zu verstehen, mit welchem Gerechtigkeitssinn er diese Untersuchung ausgeführt haben will.“

1697 trat er als Generalleutnant der Polizei zurück, sein Nachfolger wurde Marc René d’Argenson. Er blieb aber weiterhin Mitglied im Staatsrat und starb 1709 in Paris.

## Nachwirkung
In E. T. A. Hoffmanns Novelle Das Fräulein von Scuderi erscheint La Reynie (in der Schreibweise La Regnie) als grausamer, gewalttätiger Inquisitor.
1990 veröffentlichte King Diamond das Album The Eye mit Geschichten aus der Hexenverfolgung in Frankreich, worin La Reynie namentlich erwähnt wird.